# Sissach
Sissach (toponimo tedesco) è un comune svizzero di 6 733 abitanti del Canton Basilea Campagna, nel distretto di Sissach del quale è il capoluogo.

## Monumenti e luoghi d'interesse

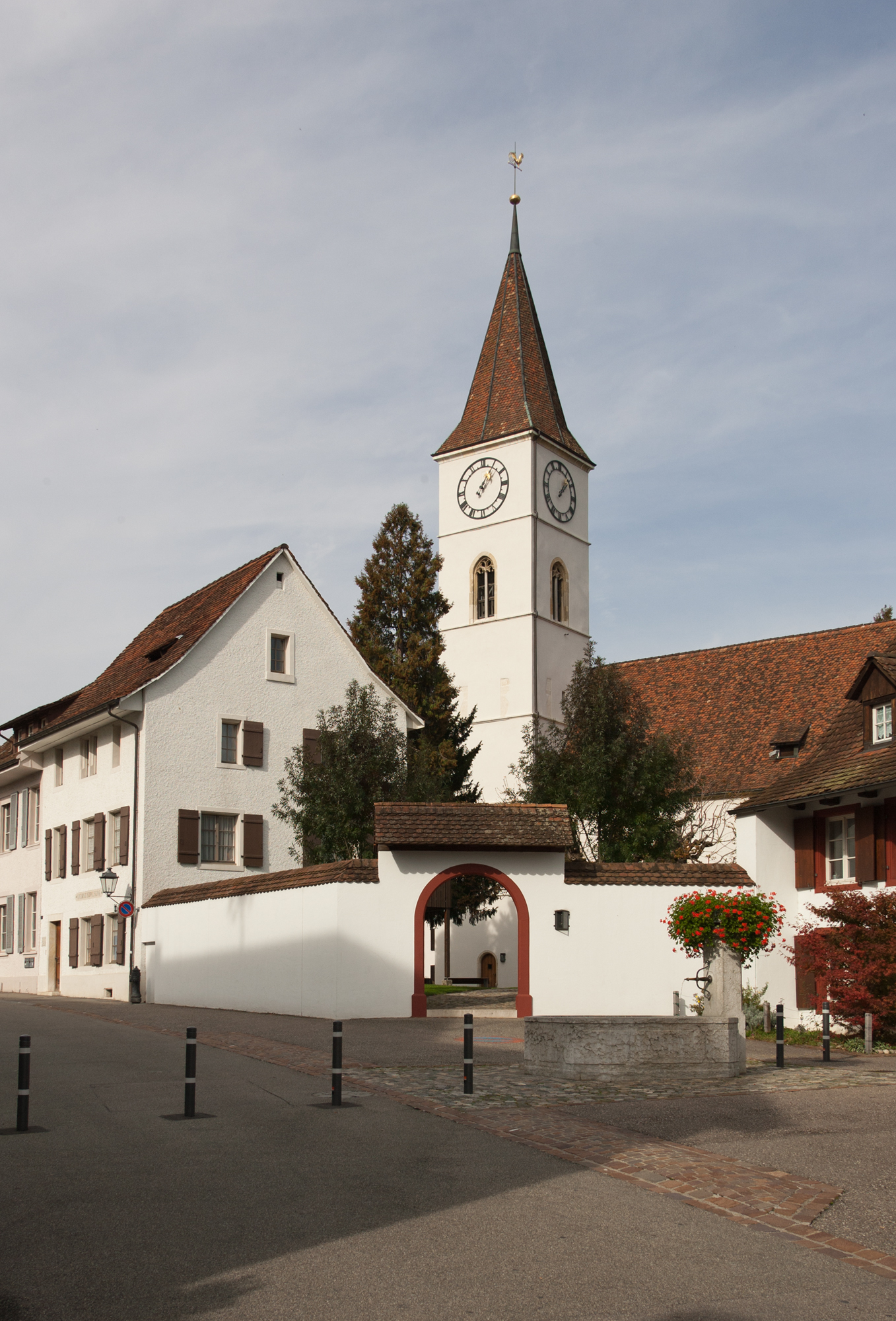
La chiesa riformata

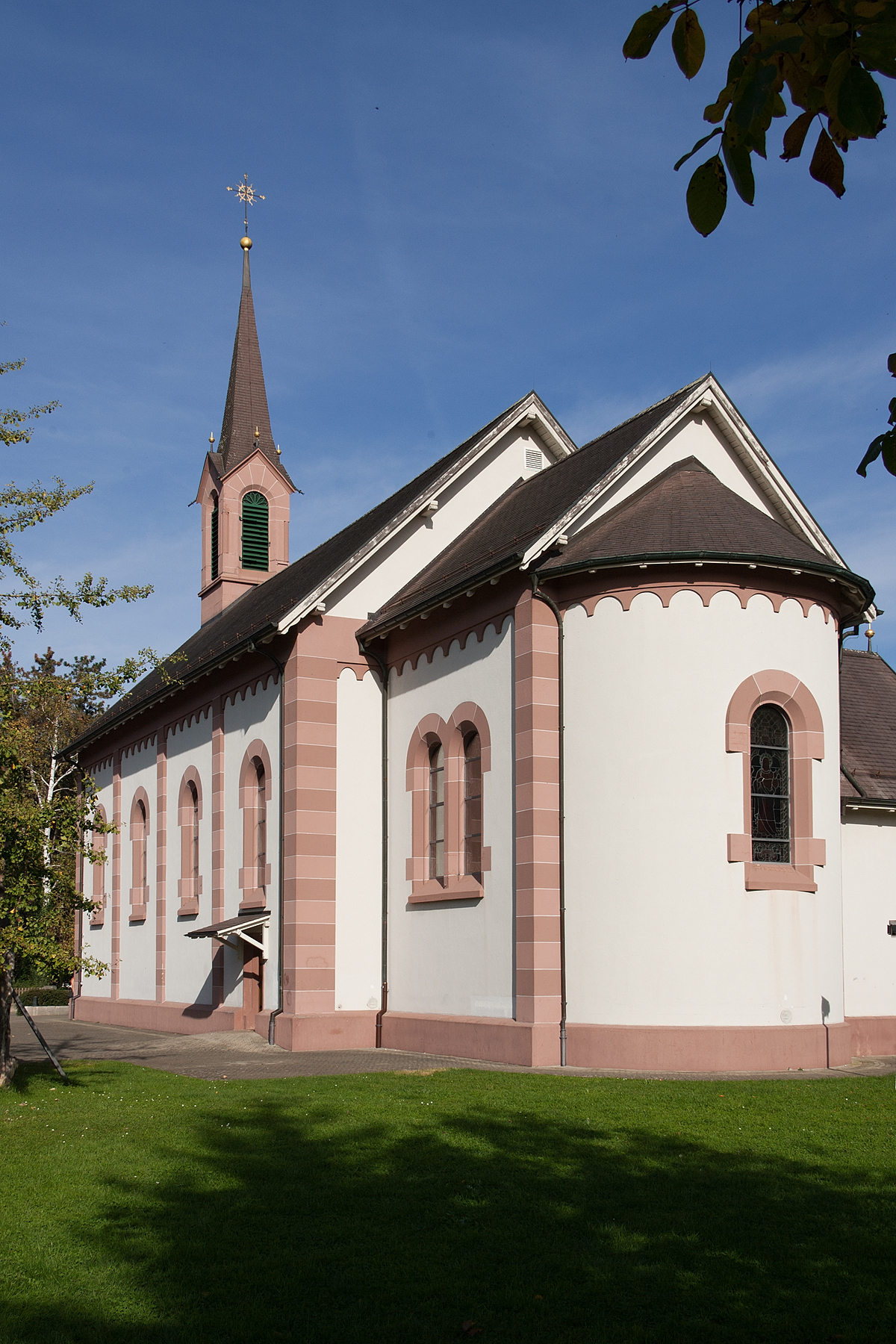
La chiesa cattolica

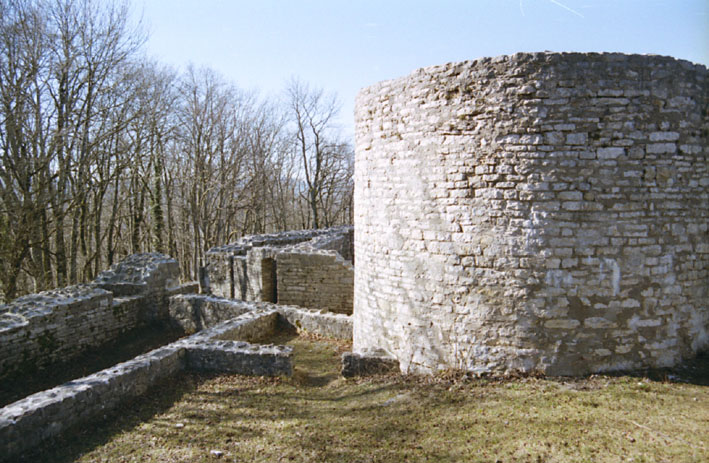
Le rovine del castello di Bischofstein

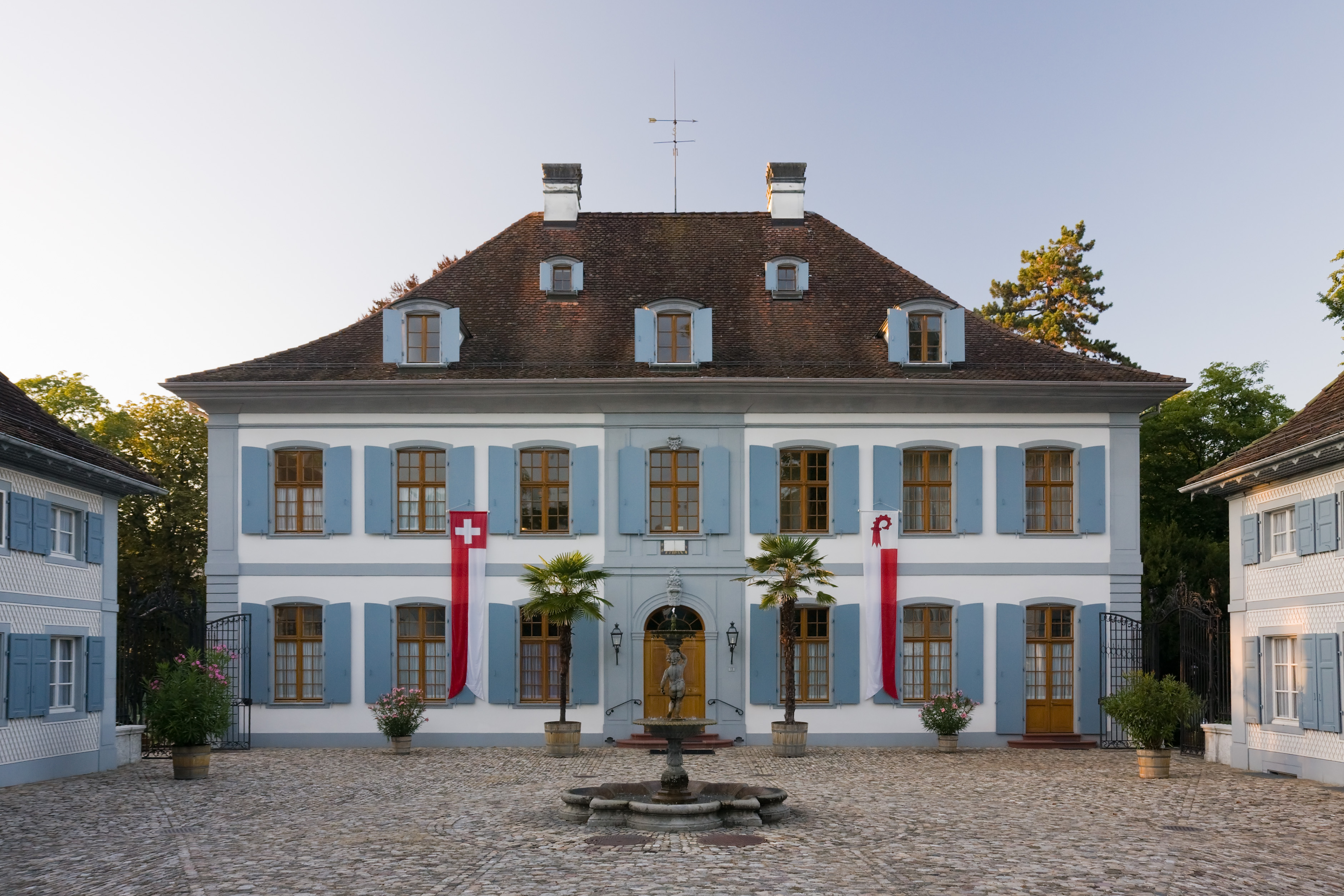
Il castello di Ebenrain

- Chiesa riformata (già di San Giacomo), eretta nel 620-630 e ricostruita nel XII secolo, nel 1400 circa e nel 1525[1];
- Chiesa cattolica, eretta nel 1896[1];
- Rovine del castello di Bischofstein, eretto nel 1250 e distrutto nel 1356[1][2].
- Castello di Ebenrain, eretto nel 1774[1].

## Società

### Evoluzione demografica
L'evoluzione demografica è riportata nella seguente tabella:
Abitanti censiti

## Infrastrutture e trasporti
Sissach è servito dall'omonima stazione sulla ferrovia Basilea-Olten (linea S9 della rete celere di Basilea).

## Amministrazione
Ogni famiglia originaria del luogo fa parte del cosiddetto comune patriziale e ha la responsabilità della manutenzione di ogni bene ricadente all'interno dei confini del comune.